# Promyka krabová
Promyka krabová (Herpestes urva) je šelma z čeledi promykovitých přirozeně se vyskytující na severovýchodě Indického subkontinentu a od jihovýchodní Asie po jižní Čínu a Tchaj-wan. Na Červeném seznamu IUCN patří k málo dotčeným taxonům.

## Taxonomie
Gulo urva bylo první vědecké jméno, které navrhl Brian Houghton Hodgson v roce 1836, který tento nepálský druh jako první popsal. Název dostal podle místního pojmenování tohoto živočicha urva.

## Popis
Promyka krabová je na bocích šedá a na krku, hrudi, břichu a na končetinách je tmavě hnědá. Na krku má široký bílý pruh táhnoucí se od hlavy až po lopatky. Na temeni hlavy má bílé skvrny. Brada je bílá. Uši má krátké a zaoblené. Mezi prsty má plovací blány. Délka těla s hlavou se pohybuje mezi 47,7 až 55,8 cm a délka ocasu je 28 až 34 cm. Hmotnost se pohybuje v rozmezí 1100 až 2500 g.

## Rozšíření
Promyka krabová žije v severovýchodní Indii, v severním Myanmaru, v Thajsku, na Malajském poloostrově, v Laosu, Kambodži a ve Vietnamu. Vzácně se vyskytuje i v Bangladéši. Obývá nadmořské výšky do 1800 m n. m.
V Nepálu obývá subtropické stálezelené a vlhké listnaté lesy a byla zaznamenána i v zemědělských oblastech poblíž lidských sídel. V Myanmaru byly během vědecké expedice tyto promyky nalezeny v pohoří Bumhpa Bum, v údolí Hukawng, Národním parku Alaungdaw Kathapa, v Pegu Range a na hoře Myinmoletkat Taung. V Číně žije v provinciích Kuang-tung, Kuang-si a Chaj-nan.

## Ekologie a chování
Promyky krabové jsou obvykle aktivní ráno a večer a bývají pozorovány ve skupinách až o čtyřech jedincích. Biologové předpokládají, že jsou dobrými plavci a že loví na březích potoků a blízko vody.
Přes jejich název se jejich potrava neskládá pouze z krabů, ale z téměř všech živočichů, které jsou schopné ulovit, včetně ryb, hlemýžďů, žab, hlodavců, ptáků, plazů a hmyzu.